# غد

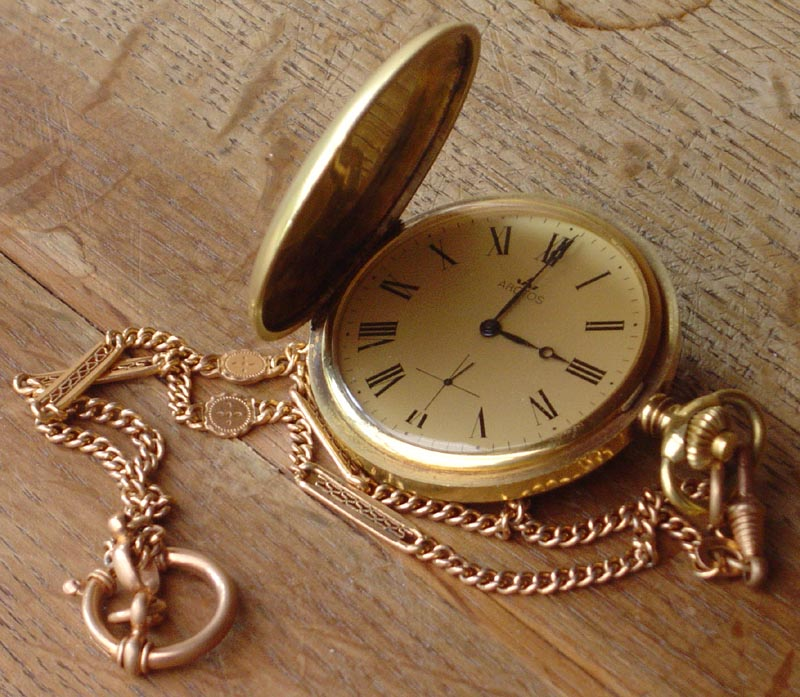

غدًا أو الغد هو بناء زمني للمستقبل النسبي. حرفيا هو اليوم التالي لليوم الحالي، أو بشكل مجازي للفترات أو الأوقات المستقبلية. عادة ما يُنظر إلى الغد بعيدًا عن الحاضر وقريبًا من الأمس. وهو مهم في إدراك الوقت لأنه الاتجاه الأول الذي يأخذه سهم الزمن للبشر على الأرض.

## فلسفة
يعد استخدام مصطلحات مثل الغد، الآن والمستقبل جزءًا من سلسلة متسلسلة من فلسفة الحداثة في الوقت.

## التعلم واللغة
بالنسبة للطفل الصغير، فإن «الغد» هو «وقت غير محدد وغير محدود من فكرة أن الوقت هو مجرد تعريف لا نهائي وتعسفي لما لم يتم تحديده حتى الآن لما نود أن نسميه الوقت، ومع ذلك يتعلم الطفل ببطء معنى الغد.» ونادرا ما يفهم الأطفال الذين يبلغون من العمر 3 سنوات مفهوم «الغد»، بينما الأطفال في سن 4 سنوات يفهمون الفكرة.